# الناحية المركزية (مقاطعة أنار)
الناحية المركزية (بالفارسية: بخش مرکزی شهرستان انار) هي إحدى النواحي (تسمى ناحية في التقسيم الإداري للمناطق في إيران) في مقاطعة أنار التابعة لمحافظة كرمان في إيران. في تعداد عام 2006 ، كان عدد سكانها 31,554 نسمة ينتمون إلى 7,803 عائلة.  الناحية المركزية فيها يتبع لها مدينتين هما: انار وامين شهر. وفيها قسمين ريفيين هما: قسم بياض الريفي وقسم حسين أباد الريفي.